# Like Sunday, Like Rain
Like Sunday, Like Rain (bra: Um Domingo de Chuva) é um filme independente dirigido por Frank Whaley lançado em 2014. O filme segue uma prodígio do violoncelo, Reggie, e sua mais recente zeladora, Eleanor, enquanto elas desenvolvem uma amizade ao longo de um verão na cidade de Nova York.

## Elenco
- Leighton Meester - Eleanor
- Debra Messing
- Billie Joe Armstrong - Dennis
- Julian Shatkin - Reggie
- J. Smith-Cameron - Mary

## Produção
A inspiração para o filme era para contar uma boa história. Whaley diz que o maior desafio com este filme foi de permanecer fiel à história através de todo o processo e não mudá-lo com base em perspectivas investidores.
Foi filmado em 20 dias em todas as cinco cidades de Nova Iorque no verão de 2013.

## Lançamento
Estreou internacionalmente no dia 27 de setembro de 2014 no Raindance Film Festival, no Reino Unido. Nos Estados Unidos em 6 outubro de 2014, no Mill Valley Film Festival. O filme teve um lançamento limitado no início de 2015.

## Recepção
No site do agregador de críticas Rotten Tomatoes, o filme detém uma taxa de aprovação de 50% com base em 18 resenhas, com uma classificação média de 5,70 / 10. No Metacritic, que usa uma média ponderada, ele tem uma pontuação de 43 de 100, com base em seis críticas, indicando "revisões mistas ou médias".
Neil Genzingler do The New York Times elogiou Meester e Shatkin, identificando a relação dos personagens como um "estudo de personagem bem interpretado", enquanto chamava o papel de Messing de "uma caricatura irritante" e escreveu que o enredo "se dilui no final. muito obviamente sentimental ". Gary Goldstein, do Los Angeles Times, também elogiou Meester e Shatkin por "navegar habilmente em papéis que poderiam ter se tornado falsos ou clichês" e concluiu: "Um final emocionante encerra uma jornada maravilhosa, bastante aprimorada pelo excelente trabalho de câmera de Jimi Jones e uma bela pontuação de Ed Harcourt ".